# Pink Anderson
Pink Anderson, cuyo nombre completo era Pinkney Anderson (Laurens, Carolina del Sur, 12 de febrero de 1900 – Spartanburg, Carolina del Sur, 12 de octubre de 1974), fue un cantante y guitarrista de blues estadounidense. 
Comenzó a tocar blues a los catorce años en espectáculos ambulantes organizados por charlatanes que se decían médicos. Estaría con el "doctor" Kerr hasta 1945 cantando canciones populares y contando chistes para atraer "pacientes". Al mismo tiempo tocaba blues con Simmie Dooley, un cantante ciego que conoció en 1916 y que lo trataba con crueldad. No obstante con él pudo grabar por primera vez, en Atlanta, un disco de dos canciones a finales de los años veinte. Volvería a grabar treinta años después.
Hasta 1957 tocó formando parte de un trío tradicional (guitarra acústica, tabla de lavar y armónica). Apareció en la película The Bluesman de 1963. Pero poca gente sabía que era un músico importante y murió en la miseria en 1974.

## Curiosidades
El músico Syd Barrett unió su nombre con el de Floyd Council para formar el nombre de la banda de rock Pink Floyd.
- Datos: Q383926